# The Reykjavík Grapevine
Pour les articles homonymes, voir Grapevine.
The Reykjavík Grapevine est un magazine islandais écrit en anglais.